# Α-endorphine
L'α-endorphine est une hormone peptidique et un neurotransmetteur appartenant à la famille des endorphines. Elle joue un rôle important dans la régulation de la douleur et des émotions, ainsi que dans la modulation du système immunitaire.

## Structure et propriétés
L'α-endorphine est un peptide composé de 31 acides aminés. Sa structure primaire est hautement conservée chez les mammifères. Elle agit principalement en se liant aux récepteurs opioïdes dans le système nerveux central, produisant ainsi des effets analgésiques et euphorisants similaires à ceux des opioïdes exogènes.

## Fonctions
L'α-endorphine est impliquée dans plusieurs fonctions physiologiques et comportementales, notamment :
- Soulagement de la douleur : Elle agit comme un analgésique endogène en inhibant la transmission des signaux de douleur dans le cerveau et la moelle épinière.
- Régulation de l'humeur : Elle contribue à la modulation des émotions et à la sensation de bien-être, en produisant un effet euphorisant.
- Réponse au stress : Elle est libérée en réponse au stress physique ou psychologique, aidant à atténuer les effets négatifs du stress sur le corps.
- Modulation du système immunitaire : Elle régule l'activité du système immunitaire en influençant la production de certaines cellules immunitaires.

## Mécanisme d'action
L'α-endorphine agit principalement en se liant aux récepteurs opioïdes μ (mu), κ (kappa) et δ (delta) dans le cerveau et d'autres tissus. Cette liaison déclenche une cascade de réactions cellulaires qui modulent la transmission des signaux nerveux, conduisant à des effets analgésiques, euphorisants et autres.

## Production et libération
L'α-endorphine est produite dans le cerveau, principalement dans l'hypothalamus et l'hypophyse, ainsi que dans d'autres tissus périphériques, tels que les glandes surrénales et le tractus gastro-intestinal. Elle est libérée en réponse à divers stimuli, tels que le stress, l'exercice physique, la douleur et les émotions.